# Grammodes stolida

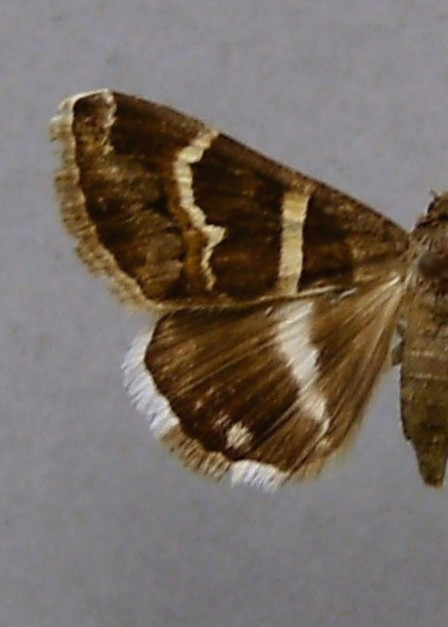
Präparat

Grammodes stolida (Syn.: Prodotis stolida), zuweilen auch als Tölpeleule bezeichnet, ist ein Schmetterling (Nachtfalter) aus der Familie der Eulenfalter (Noctuidae). Der Name der Art leitet sich wegen des zuweilen ungelenk erscheinenden Flugstils der Falter vom lateinischen stolidus = tölpelhaft ab.

## Merkmale

### Falter
Die Flügelspannweite der Falter beträgt 30 bis 36 Millimeter. Arttypisch ist das schwarzbraune Mittelfeld auf der Oberseite der Vorderflügel, das von einer geraden, weißlichen Querbinde geteilt wird. Nach außen wird es von einer schmalen, leicht gebogenen weißlichen Binde, die zum Vorderrand rechtwinklig abknickt, in der Mitte eine zahnartige Einbuchtung zeigt und nach außen gelblich angelegt ist, begrenzt. Der Saumbereich ist graubraun bis dunkelbraun. Neben dem Apex ist eine kurze weiße Linie erkennbar. Die Oberseite der Hinterflügel ist dunkelbraun. Durch das Mittelfeld verläuft ein weißliches Querband. Nahe am Tornus befindet sich ein weißlicher Fleck. Die Fransen schimmern seidig weiß und werden von einem kurzen dunklen Bereich unterbrochen, der dem weißlichen Fleck gegenüberliegt. Der Saugrüssel ist gut ausgebildet.

### Raupe
Erwachsene Raupen haben eine rotgelbe Grundfarbe, die entlang der Stigmen und im oberen Bereich aufgehellt ist. Der Körper ist mit feinen schwarzen Längsstrichen sowie großen weißen, schwarz umrandeten Rückenwarzen versehen. Rücken- und Nebenrückenlinien sind dunkelgrau. Die ersten beiden Bauchbeinpaare sind verkürzt.

### Ähnliche Arten
Grammodes bifasciata unterscheidet sich in erster Linie durch die Größe (Flügelspannweite 40 bis 48 Millimeter) sowie die sehr gerade verlaufende Binde am äußeren Rand des Mittelfeldes auf der Oberseite der Vorderflügel.

## Verbreitung und Lebensraum
Die Art ist in Südeuropa entlang des Mittelmeers, in Afrika, den tropischen und subtropischen Gebieten Asiens sowie in Australien zu finden. Zuweilen wurde sie als Wanderfalter oder Irrgast in Deutschland, Dänemark, England, Finnland und der Schweiz nachgewiesen. Sie ist hauptsächlich in Macchie-Gebüschformationen und Ödländereien anzutreffen.

## Lebensweise
Grammodes stolida bildet zwei Generationen im Jahr, von Mai bis Juni sowie von August bis September. Tagsüber fliegen die Falter zuweilen im Sonnenschein und besuchen nachts künstliche Lichtquellen sowie gerne auch Köder. Die Raupen ernähren sich von den Blättern von Paliurus-, Rubus-, Eichen- (Quercus) und Gerbersträucherarten (Coriaria). Die Art überwintert als Puppe.

## Belege